# Paulina Oduro
Paulina Oduro là một nhạc sĩ, nữ diễn viên, một nữ diễn viên và giám khảo cuộc thi tài năng người Ghana,.

## Tuổi thơ
Paulina Oduro được sinh ra ở Sekondi-Takoradi ở khu vực phía Tây Ghana. Khi cô bảy tuổi, cô chuyển đến Nhật Bản trong hai năm với cha cô, một nhà ngoại giao và mẹ, và học những bài học chơi piano cổ điển cho đến khi chín tuổi. Oduro đi du lịch tới London cùng cha mẹ khi cô 10 tuổi và tham gia nhiều vở kịch, diễn xuất và nhảy múa của trường. Oduro trở thành một y tá có trình độ một thập kỷ sau đó, nhưng năm 21 tuổi Oduro đã rời bỏ nghề này để theo đuổi nghệ thuật biểu diễn và bắt đầu ca hát chuyên nghiệp.

## Sự nghiệp âm nhạc
Sự nghiệp ca hát của Oduro chuyển sang kinh doanh thương mại vào những năm 1980 khi cô được giới thiệu với nhạc soca và reggae bởi các nhạc sĩ và ban nhạc mà cô chơi cùng, bao gồm David Rudder và Arrow. Cô là thành viên của ban nhạc reggae Casanova năm 1982 đã phát hành đĩa đơn "Loving You This Way" trong vòng sáu tháng. Oduro chuyển sang trình diễn solo vào năm 1999, ra mắt album Woman Power.

## Cuộc sống cá nhân
Oduro được cho là đã chuyển đến định cư ở Ghana vào năm 2009.

## Biểu diễn từ thiện
Oduro đã hỗ trợ một số sự kiện gây quỹ và từ thiện với các màn trình diễn của cô. Những sự kiện này bao gồm Love Your World 5000  để nhận thức về chứng tự kỷ, Dự án Phục hưng trẻ em châu Phi  và Grand Ball của MUSIGA.